# Blackhorse Road (stanice metra v Londýně)
Blackhorse Road je stanice londýnského metra a londýnského Overground ve Walthamstow.
Je na lince metra Victoria Line a lince Overground Gospel Oak to Barking Line. Je to nejméně používaná stanice na Victoria Line. 

Původní stanice byla otevřena 19. července 1894, ta dnešní 1. září 1968.